# Piula de Hodgson
La Piula de Hodgson (Anthus hodgsoni) és un petit ocell que es reprodueix en Àsia meridional, nord-central i Oriental, així com al nord-est de la Rússia europea. És una migrant de llarga distància que es desplaça en hivern cap a Àsia meridional i Indonèsia. És molt semblant a la piula dels arbres (Anthus trivialis), però l'esquena és de tons oliva i amb menys ratlles que aquesta espècie. A més les marques de color al cap són diferents, amb una marca superciliar millor definida.

## Hàbitat i distribució
- En estiu habita en zones forestals de l'Himàlaia, al Pakistan, Caixmir (República de l'Índia), cap a l'oest a través del Nepal, fins a la Xina (nord de la província de Gansu), i cap a l'est a través de Corea fins al Japó. Pel nord de l'Àsia central fins al nord-est d'Europa (Rússia europea). Als països catalansnomés hi ha cites com divagant ocasional l'octubre de 2012 i octubre de 2022 al'Baix Empordà.[2] S'ha registrat criant fins a 4.500 metres a l'est del Nepal.
- En hivern habita els boscos de fulla perenne pel sud d'Àsia, des de l'Índia peninsular, pel sud-est asiàtic fins a les Filipines.

## Subespècies
Se n'han descrit dues subespècies:
- Anthus hodgsoni hodgsoni Richmond, 1907.
- Anthus hodgsoni yunnanensis Uchida et Kuroda 1916.[3]